# شويتا بانديت
شويتا بانديت هي مغنية وكاتبة غنائية وممثلة هندية، ولدت في 7 يوليو 1986 بمومباي في الهند. من الجوائز التي نالتها جائزة فيلم فير جنوب.

## جوائز
- جائزة فيلم فير جنوب

## وصلات خارجية
- شويتا بانديت على موقع IMDb (الإنجليزية)
- شويتا بانديت على موقع ميوزك برينز (الإنجليزية)
- شويتا بانديت على موقع ديسكوغز (الإنجليزية)
- شويتا بانديت على موقع قاعدة بيانات الفيلم (الإنجليزية)